# Mount Popa
Der Mount Popa ist ein inaktiver Vulkan in der Myingyan-Ebene in Zentralmyanmar, etwa 50 km südöstlich der Tempelstadt Bagan in der Mandalay-Division.
Gelegentlich wird auch der 737 m hohe, südwestlich gelegene Vulkankegel Popa Taung Kalat als Mount Popa bezeichnet. Auf dem Gipfel befindet sich die Tuyin Taung-Pagode. An und auf der hinaufführenden, überdachten Treppe leben viele Affen, die sich von den Gaben der Besucher ernähren.
Mount Popa gilt als Wohnstätte der Nats, die die Schutzheiligen Myanmars darstellen.

## Geologie
Der Hauptkomplex des Vulkans besteht aus basaltischen und basaltisch – andesitische Lavaströme, welche zusammen mit pyroklastischen Ablagerungen und Bimsstein, bei strombolianischen Eruptionen ausgeworfen wurden, welche zum Wachstum des Vulkans geführt haben. Der Vulkan besitzt weiters eine 1,6 km weite und 850 Meter tiefe Caldera, welche sich nach Nordwesten infolge von Hangkollapsen geöffnet hat. Ein 3 km³ großer Schuttstrom kann im Norden des Hangkollapses gefunden werden. 

## Zwischenfälle
Am 2. September 1955 flog eine von Meiktila kommende Douglas DC-3/C-47A der Union of Burma Airways (Luftfahrzeugkennzeichen XY-ACQ) 45 Kilometer östlich des Zielflughafens Lanywa (Birma) in den Mount Popa. Alle 9 Insassen, 3 Besatzungsmitglieder und 6 Passagiere, wurden getötet. Das Flugzeug wurde zerstört.

## Bilder

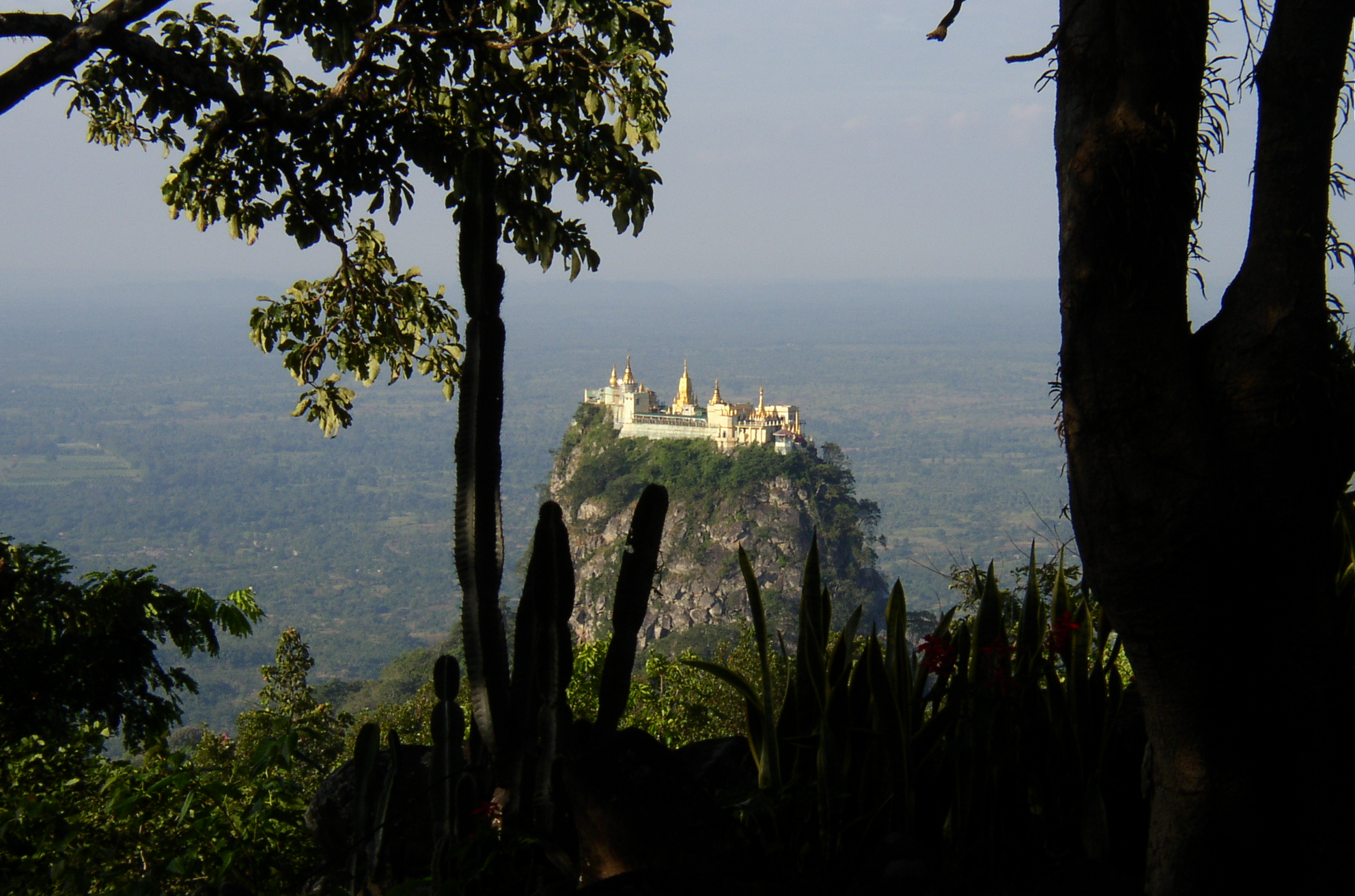
Blick vom Mount Popa auf den Taung Kalat
Die Tuyin Taung-Pagode auf dem Vulkankegel Taung Kalat